# Premi Veu Lliure
El Premi Veu Lliure és un premi instituït pel PEN Català que, des de l'any 2010, s'atorga a un autor o autora que hagi patit captiveri o persecució a causa dels seus escrits i s'ha caracteritzat per la llibertat de la paraula. L'acte de lliurament del premi se celebra cada any al voltant del 15 de novembre i s’emmarca en la celebració de la Setmana del PEN a les Illes Balears, en commemoració del Dia Internacional de l'Escriptor Perseguit.

## Autories guardonades
- 2010: Normando Hernández González, escriptor i periodista cubà[4]
- 2011: Salem Zenia, periodista i escriptor en llengua amaziga[5]
- 2012: Koulsy Lamko, escriptor africà[6]
- 2013: Easterine Kire, poeta i novel·lista de Nagaland, exiliada a Noruega[7] i Premi extraordinari als docents de les Illes Balears[8]
- 2014: Dessale Berekhet, escriptor d'Eritrea[9]
- 2015: Ahmad Jalali Farahani, periodista, guionista i director iranià[10]
- 2016: Zeynep Oral, escriptora i activista turca[11]
- 2017: Tienchi Martin-Liao, traductora, editora i activista xinesa[12]
- 2018: Ramón Esono Ebalé, escriptor, dibuixant i activista de Guinea Equatorial[13]
- 2019: Ali Lmrabet, periodista i escriptor marroquí[14]
- 2020: Behrouz Boochani, escriptor i periodista kurd iranià[15]
- 2021: Mireille Gansel, escriptora i traductora francesa[16]
- 2022: Victoria Lomasko, artista gràfica russa[17]
- 2023: Tsitsi Dangarembga, escriptora i cineasta zimbabuesa[18]
- 2024: Pinar Selek, escriptora turca[19]